# Meridorma thrombodes
Meridorma thrombodes är en fjärilsart som beskrevs av Edward Meyrick 1914. Meridorma thrombodes ingår i släktet Meridorma och familjen stävmalar. Inga underarter finns listade i Catalogue of Life.